# المپیک تابستانی ۱۹۹۲
المپیک تابستانی ۱۹۹۲ که به‌طور رسمی با نام «بازی‌های المپیاد بیست و پنجم» شناخته می‌شود، از ۲۵ ژوئیه تا ۹ اوت ۱۹۹۲ میلادی در شهر بارسلونا، در کشور اسپانیا و با حضور ۹٬۳۵۶ ورزشکار زن و مرد از ۱۶۹ کشور جهان و در ۳۲ رشته ورزشی برگزار شد.
این اولین دورهٔ المپیک بود که پس از فروپاشی اتحاد جماهیر شوروی انجام می‌شد و ورزشکاران ۱۲ جمهوری تازه استقلال‌یافتهٔ شوروی با پرچم «تیم متحد» در این مسابقات شرکت کرده و در ردهٔ اول جدول توزیع مدال‌ها ایستادند. ۳ کشور حوزهٔ دریای بالتیک (لیتوانی، لتونی و استونی) با تیم‌های مستقل در رقابت‌ها شرکت کردند.

## انتخاب میزبان
کاندیداها:
1. بارسلون-پادشاهی اسپانیا
2. بلگراد-جمهوری فدرال سوسیالیستی یوگسلاوی
3. بیرمنگام-بریتانیا
4. آمستردام-پادشاهی هلند{برای دومین بار}
5. پاریس-فرانسه{برای سومین بارج
6. بریزبن-استرالیا

انتخاب: بارسلون
محل رای‌گیری: لوزان-سوئیس

## ورزش‌ها
| - ورزش‌های آبی - شیرجه (4) - شنا (31) - شنای موزون (2) - واترپلو (1) - تیراندازی با کمان (4) - دو و میدانی (43) - بدمینتون (4) - بیسبال (1) - بسکتبال (2) | - بوکس (12) - کانو و کایاک - اسپرینت (12) - اسلالوم (4) - دوچرخه‌سواری - جاده (3) - پیست (7) - سوارکاری - درساژ (2) - اونتینگ (2) - پرش (2) | - شمشیربازی (8) - هاکی روی چمن (2) - فوتبال (1) - ژیمناستیک - هنری (14) - ریتمیک (1) - هندبال (2) - جودو (14) - پنج‌گانه مدرن (2) - روئینگ (14) | - قایقرانی بادبانی (10) - تیراندازی (13) - تنیس روی میز (4) - تنیس (4) - والیبال (2) - وزنه‌برداری (10) - کشتی - آزاد (10) - فرنگی (10) |

## کشورهای شرکت‌کننده
| - آلبانی (۸) - الجزایر (۳۸) - ساموآی آمریکا (۳) - آندورا (۸) - آنگولا (۳۹) - آنتیگوآ و باربودا (۱۳) - آرژانتین (۱۰۷) - آروبا (۵) - استرالیا (۲۹۵) - اتریش (۱۰۷) - باهاما (۱۵) - بحرین (۱۳) - بنگلادش (۶) - باربادوس (۱۷) - بلژیک (۶۸) - بلیز (۱۰) - بنین (۶) - برمودا (۲۰) - بوتان (۶) - بولیوی (۱۴) - بوسنی و هرزگوین (۱۰) - بوتسوانا (۶) - برزیل (۱۹۵) - جزایر ویرجین بریتانیا (۴) - بلغارستان (۱۳۹) - بورکینافاسو (۴) - کامرون (۱۱) - کانادا (۳۰۴) - جزایر کیمن (۱۰) - جمهوری آفریقای مرکزی (۱۶) - چاد (۷) - شیلی (۱۴) - چین (۲۴۶) - کلمبیا (۵۱) - جمهوری کنگو (۷) - جزایر کوک (۲) - کاستاریکا (۱۶) - کرواسی (۴۱) - کوبا (۱۸۷) - قبرس (۱۷) - چکسلواکی (۲۰۹) - دانمارک (۱۱۷) - جیبوتی (۸) - جمهوری دومینیکن (۳۲) - اکوادور (۱۳) - مصر (۸۳) - السالوادور (۴) - گینه استوایی (۷) - استونی (۳۷) - اتیوپی (۲۳) - فیجی (۱۹) - فنلاند (۸۹) - فرانسه (۳۷۶) - گابن (۸) - گامبیا (۵) - آلمان (۴۸۶) - غنا (۳۷) - بریتانیای کبیر (۳۷۶) - یونان (۷۲) - گرنادا (۴) - گوآم (۲۲) - گواتمالا (۱۴) - گینه (۸) - گویان (۶) - هائیتی (۷) - هندوراس (۱۰) - هنگ کنگ (۳۸) - مجارستان (۲۲۲) - ایسلند (۲۹) - هند (۵۳) - شرکت‌کنندگان مستقل المپیک (۵۸) - اندونزی (۴۷) - ایران (۴۰) - عراق (۹) - ایرلند (۵۸) - اسرائیل (۳۱) - ایتالیا (۳۲۳) - ساحل عاج (۱۳) - جامائیکا (۳۶) - ژاپن (۲۷۲) - اردن (۷) - کنیا (۵۱) - کره شمالی (۶۴) - کره جنوبی (۲۴۴) - کویت (۳۶) - لائوس (۶) - لتونی (۳۴) - لبنان (۱۳) - لسوتو (۶) - لیبی (۶) - لیختن‌اشتاین (۷) - لیتوانی (۴۷) - لوکزامبورگ (۶) - ماداگاسکار (۱۴) - مالاوی (۴) - مالزی (۲۸) - مالدیو (۷) - مالی (۵) - مالت (۷) - موریتانی (۶) - موریس (۱۳) - مکزیک (۱۳۴) - موناکو (۲) - مغولستان (۳۳) - مراکش (۵۳) - موزامبیک (۶) - میانمار (۴) - نامیبیا (۶) - نپال (۵) - هلند (۲۱۵) - آنتیل هلند (۴) - نیوزیلند (۱۳۷) - نیکاراگوئه (۸) - نیجر (۳) - نیجریه (۵۷) - نروژ (۸۵) - عمان (۵) - پاکستان (۲۷) - پاناما (۵) - پاپوآ گینه نو (۱۳) - پاراگوئه (۳۰) - پرو (۱۶) - فیلیپین (۳۴) - لهستان (۲۰۵) - پرتغال (۱۰۰) - پورتوریکو (۷۵) - قطر (۳۱) - رومانی (۱۷۶) - رواندا (۱۰) - سنت وینسنت و گرنادین‌ها (۶) - سان مارینو (۱۷) - عربستان سعودی (۹) - سنگال (۲۱) - سیشل (۱۱) - سیرالئون (۱۱) - سنگاپور (۱۴) - اسلوونی (۳۵) - جزایر سلیمان (۱) - آفریقای جنوبی (۹۴) - اسپانیا (۴۸۹) (میزبان) - سری‌لانکا (۱۱) - سودان (۶) - سورینام (۶) - سوازیلند (۶) - سوئد (۱۹۲) - سوئیس (۱۱۴) - سوریه (۱۰) - چین تایپه (۳۷) - تانزانیا (۹) - تایلند (۴۷) - توگو (۶) - تونگا (۵) - ترینیداد و توباگو (۷) - تونس (۱۴) - ترکیه (۴۷) - اوگاندا (۸) - تیم متحد (۴۷۵) - امارات متحده عربی (۱۴) - ایالات متحده آمریکا (۵۷۸) - اروگوئه (۲۳) - وانواتو (۶) - ونزوئلا (۳۷) - ویتنام (۷) - جزایر ویرجین (۲۴) - ساموآ (۵) - یمن (۱۳) - زئیر (۱۷) - زامبیا (۹) - زیمبابوه (۱۹) |

## جدول مدال‌ها
| رتبه | کشور                | طلا | نقره | برنز | مجموع |
| ۱    | تیم متحد            | ۴۵  | ۳۸   | ۲۹   | ۱۱۲   |
| ۲    | ایالات متحده آمریکا | ۳۷  | ۳۴   | ۳۷   | ۱۰۸   |
| ۳    | آلمان               | ۳۳  | ۲۱   | ۲۸   | ۸۲    |
| ۴    | چین                 | ۱۶  | ۲۲   | ۱۶   | ۵۴    |
| ۵    | کوبا                | ۱۴  | ۶    | ۱۱   | ۳۱    |
| ۶    | اسپانیا             | ۱۳  | ۷    | ۲    | ۲۲    |
| ۷    | کره جنوبی           | ۱۲  | ۵    | ۱۲   | ۲۹    |
| ۸    | مجارستان            | ۱۱  | ۱۲   | ۷    | ۳۰    |
| ۹    | فرانسه              | ۸   | ۵    | ۱۶   | ۲۹    |
| ۱۰   | استرالیا            | ۷   | ۹    | ۱۱   | ۲۷    |